# Anderstjärnen, Medelpad
Anderstjärnen är en sjö i Ånge kommun i Medelpad som ingår i Ljungans huvudavrinningsområde. Sjön har en area på 0,0768 kvadratkilometer och ligger 297 meter över havet.

## Delavrinningsområde
Anderstjärnen ingår i det delavrinningsområde (694185-151154) som SMHI kallar för Mynnar i Getterån. Medelhöjden är 354 meter över havet och ytan är 14,73 kvadratkilometer. Det finns inga avrinningsområden uppströms utan avrinningsområdet är högsta punkten. Kallsjöbäcken som avvattnar avrinningsområdet har biflödesordning 3, vilket innebär att vattnet flödar genom totalt 3 vattendrag innan det når havet efter 94 kilometer. Avrinningsområdet består mestadels av skog (91 procent). Avrinningsområdet har 0,35 kvadratkilometer vattenytor vilket ger det en sjöprocent på 2,3 procent.